# Шмидт, Кеннет
Тан-Кеннет Йерико Лека-Шмидт (нем. Tan-Kenneth Jerico Leka-Schmidt; род. 3 июня 2002, Фрайбург-им-Брайсгау) — немецкий футболист, защитник клуба «Фортуна».

## Клубная карьера
Шмидт — воспитанник клубов «Эммендинген» и «Фрайбург». В 2020 году он начал выступать за дублирующий состав последних. 16 марта 2023 года в поединке Лиги Европы против итальянского «Ювентуса» Кеннет дебютировал за основной состав. 19 марта в матче против «Майнц 05» он дебютировал в Бундеслиге.